# Чалищівка
Чали́щівка — село в Україні, у Конотопському районі Сумської області. Входить до складу Буринської міської громади. Населення становить 259 осіб. До 2017 орган місцевого самоврядування — Степанівська сільська рада.

## Географія
Село Чалищівка розташоване між містом Буринь та селом Слобода (3 км). На відстані 1 км розташоване село Степанівка.
По селу тече струмок Рудка, що пересихає із загатами.
Поруч пролягає автомобільний шлях Т 1910.

## Назва
Раніше селом володіли дворяни Челищеви. Від їх прізвища село і отримало свою назву.

## Населення

### Мова
Розподіл населення за рідною мовою за даними перепису 2001 року:
| Мова       | Кількість | Відсоток |
| ---------- | --------- | -------- |
| українська | 258       | 99.61%   |
| білоруська | 1         | 0.39%    |
| Усього     | 259       | 100%     |

## Історія
- Село постраждало внаслідок геноциду українського народу, проведеного урядом СССР 1932—1933 та 1946–1947 роках, встановлено смерті 11 людей[2].
- 12 червня 2020 року, відповідно до розпорядження Кабінету Міністрів України № 723-р «Про визначення адміністративних центрів та затвердження територій територіальних громад Сумської області», село увійшло до складу Буринської міської громади[3].
- 19 липня 2020 року, в результаті адміністративно-територіальної реформи та ліквідації Буринського району, увійшло до складу новоутвореного Конотопського району[4].